# Thottea adichilthottiana
 (mai 2017).
Espèce
Thottea adichilthottiana est une espèce de plantes à fleurs de la famille des Aristolochiaceae C'est un arbuste trouvé en Inde (Kerala). Il pousse en milieu tropical humide.